# 衣奈村
衣奈村（えなむら）は、和歌山県日高郡にあった村。現在の由良町の北部にあたる。

## 地理
- 海洋：紀伊水道
- 山岳：雨司山、大島山、黒山

## 歴史
- 1889年（明治22年）4月1日 - 町村制の施行により、小引浦・衣奈浦・三尾川浦の区域をもって発足。
- 1955年（昭和30年）1月1日 - 由良町・白崎村と合併し、改めて由良町が発足。同日衣奈村廃止。